# 동키콩
《동키콩》은 닌텐도의 비디오 게임 시리즈이다. 1981년 미야모토 시게루가 디자인한 동명의 유인원 동키콩을 주인공으로 여러 장르에 걸쳐서 게임이 제작됐다.

## 게임

### 본작 시리즈
1981년 아케이드용으로 제작된 《동키콩》은 닌텐도 사의 미야모토 시게루가 기획한 작품으로, 이전에 상업적 실패를 거뒀던 《레이더 스코프》을 미국인에게 맞춰서 다시 제작하는 것에 초점을 맞춰 개발됐다.

## 참조
1. ↑  영어: Donkey Kong, 일본어: ドンキーコング